# Stefano Celesti
Stefano Celesti (Venezia, ... – post 1659) è stato un pittore veneziano attivo nel XVII secolo nel territorio della Repubblica di Venezia.

## Biografia
Poche sono le notizie biografiche di questo pittore. Nato a Venezia nel XVII secolo, Stefano Celesti, secondo lo storico d'arte istriano Italo Sennio, ma non vi sono altri riscontri nella letteratura, fu padre del più celebre Andrea Celesti.
Le prime notizie certe risalgono al 1635 quando Stefano Celesti è attestato tra i pittori della Fraglia di Venezia. Negli anni seguenti fu particolarmente attivo nell'Istria, nella  Bresciano, ove soggiornò per lunghi periodi sul lago di Garda e in misura minore  nel Riminese e a San Marino.
Eseguì nel 1638 il San Marco per il Duomo di Capodistria, nel 1640 il Ritratto di Padre Pasquale da Rovigno per il refettorio francescano  di Sant'Anna di Capodistria oggi conservato presso il Museo Renato Raffaelli di Gemona, nel 1659 dipinse la Madonna del Carmelo per la parrocchiale di Verbosca  e nella chiesa di San Domenico, sempre a Capodistria, con il pittore Pietro Bellotto, realizzò i Misteri del Rosario. Gli è pure attribuita un'Ultima cena conservata nella chiesa parrocchiale di Montona a Capodistria.
Nel Bresciano rimangono nella chiesa di Sant'Antonio abate di Sasso di Gargnano una Madonna del Rosario datata 1658 e l'attribuzione di una pala dell'altare parrocchiale a Turano di Valvestino .
È considerato dai critici d'arte un artista minore e la sua pittura tiene conto di apporti fiamminghi e post caravaggeschi, copiosi a Venezia, oltre a una forte componente lombarda che può spiegarsi nei ripetuti soggiorni bresciani.